# Adhésion du Québec à la Constitution du Canada
L'adhésion du Québec à la Constitution du Canada désigne une possible décision du Québec de reconnaître politiquement la Loi constitutionnelle de 1982 comme faisant partie de la Constitution du Canada. Cette loi est la dernière modification profonde de la Constitution du Canada, et n'est actuellement pas politiquement reconnue par le Québec, quoique la loi soit en vigueur sur le plan juridique.
Le désaccord entre le Québec et le reste du Canada provient du rapatriement de la Constitution du Canada au début des années 1980. Toutes les provinces canadiennes, sauf le Québec, ont consenti en 1981, à l'adoption de la Loi constitutionnelle de 1982 modifiant de façon importante la Constitution du Canada. Le consentement du Québec n'étant pas nécessaire, cette modification constitutionnelle est entrée en vigueur, malgré l'opposition de cette province.
L'absence d'adhésion du Québec à la Constitution du Canada n'a aucune conséquence juridique. Politiquement toutefois, elle a occasionné plusieurs tentatives de convaincre le Québec de donner son accord. Ces tentatives visaient à apporter des modifications à la Constitution en échange de l'accord du Québec. Elles se sont toutes soldées par un échec. Encore aujourd'hui, l'adhésion à la Constitution canadienne est un sujet récurrent en politique québécoise et canadienne.
Tous les gouvernements québécois depuis le rapatriement, autant souverainistes, fédéralistes qu'autonomistes, ont refusé de donner l'accord du Québec à la Constitution du Canada telle que modifiée en 1982.

## Contexte historique
Dans les années 1970, le premier ministre du Canada Pierre Elliott Trudeau souhaite apporter deux modifications d'importance à la Constitution du Canada. Il souhaite d'abord procéder à son rapatriement au Canada en ajoutant à la Constitution une formule d'amendement afin que les modifications subséquentes ne nécessitent plus l'accord du Parlement du Royaume-Uni. Puis, il désire ajouter à la Constitution une charte des droits et libertés.
À la suite d'une tentative unilatérale du gouvernement fédéral de procéder à ces modifications, le 28 septembre 1981 la Cour suprême du Canada statue que le gouvernement fédéral ne peut procéder sans « un degré appréciable de consentement provincial ». Le gouvernement fédéral s'engage donc dans des négociations avec les provinces afin d'obtenir leur consentement aux modifications envisagées.
Après plusieurs mois de négociations infructueuses, les représentants du gouvernement fédéral et des provinces se réunissent à la conférence constitutionnelle de la dernière chance en novembre 1981. Durant ces discussions, lors de ce que les indépendantistes québécois appellent la nuit des longs couteaux, en l'absence des représentants du Québec, ils parviennent alors à une entente qui mènera à la rédaction de la Loi constitutionnelle de 1982.
Le gouvernement fédéral et les neuf autres provinces décident alors de demander au Parlement du Royaume-Uni de modifier la Constitution du Canada, nonobstant l'opposition du Québec. Le Parlement britannique acquiescera à cette demande par l'adoption de la Loi de 1982 sur le Canada.
La Loi constitutionnelle de 1982 fait donc aujourd'hui partie intégrante de la Constitution du Canada.

## Motifs du refus d'adhérer
La Loi constitutionnelle de 1982 s'ajoute à la Constitution du Canada avec notamment une charte des droits et libertés et une procédure de modification constitutionnelle. 
Étant donné les différences culturelles et historiques entre la province de Québec et les neuf autres provinces, le Québec voulait notamment s'assurer un certain contrôle sur les modifications de la Constitution, par le biais d'un veto, pour notamment éviter que la majorité anglophone ait le pouvoir d'éliminer le français des langues officielles (une éventualité inquiétante pour la minorité linguistique francophone). 
Il faut comprendre qu'il existe, depuis la conquête britannique de 1763, une grande méfiance entre les Canadiens francophones (principalement regroupés au Québec) et les Canadiens anglophones, méfiance qui a pu contribuer à l'essor du mouvement souverainiste qui s'est développé dans la province de Québec à partir des années 1960. Le référendum sur la souveraineté du Québec de 1980 avait d'ailleurs obtenu 40,44 % des voix pour négocier l'indépendance de la province assortie d'une association économique avec ce qui resterait du Canada.
Lors de ce que les indépendantistes québécois appellent la nuit des longs couteaux, le premier ministre du Québec de l'époque, René Lévesque, a été exclu des négociations de la soirée du 4 novembre 1981 mais pas de celles du matin 5 novembre 1981 à la conférence constitutionnelle entre les provinces et le fédéral concernant le rapatriement de la Constitution du Canada. Cela a été perçu comme une grave insulte. Durant ces négociations de la soirée du 4 novembre 1981, en l'absence des représentants du Québec, les autres provinces ont accepté de laisser tomber la compensation financière en cas de retrait constitutionnel en échange d'une disposition dérogatoire.
La Loi constitutionnelle de 1982 est donc basée sur une entente conclue le 5 novembre 1981 sans l'accord des représentants du Québec parce qu'elle ne répondait pas à leurs préoccupations. Tous les premiers ministres québécois depuis, autant ceux d'allégeance souverainiste, fédéraliste que autonomiste, ont donc refusé d'adhérer formellement à la Loi constitutionnelle de 1982 telle quelle.

## Conséquences

### Conséquences juridiques
L'absence de consentement de la part du Québec à l'adoption de la Loi constitutionnelle de 1982 n'a aucun impact juridique. En 1982, le gouvernement québécois a tenté de faire déclarer l'invalidité de cette loi en l'absence du consentement du Québec. Le gouvernement arguait que le Québec bénéficiait d'un droit de veto pour toute modification de la Constitution du Canada. La Cour suprême du Canada a rejeté cet argument et a déclaré valide l'adoption de la Loi constitutionnelle de 1982.
Malgré tout, pour signifier son refus de l'adoption de la Loi constitutionnelle de 1982, le Parlement du Québec a adopté, en 1982, la Loi concernant la Loi constitutionnelle de 1982. Cette loi contient plusieurs dispositions pour réagir à la nouvelle Constitution. La plus importante était l'utilisation de la disposition dérogatoire pour toutes les lois québécoises, empêchant ainsi la contestation de ces lois pour cause d'incompatibilité avec la nouvelle Charte canadienne des droits et libertés. La Cour suprême du Canada a jugé que cette utilisation tous azimuts de la disposition dérogatoire respectait tout de même la Constitution. Après la défaite du Parti québécois à l'élection de 1985, cet usage automatique de la disposition dérogatoire a cessé.
Le refus d'adhérer à la Loi constitutionnelle de 1982 n'a pas empêché l’Assemblée nationale du Québec de modifier à trois reprises la Constitution du Canada en se servant de la procédure de modification incluse dans la Loi constitutionnelle de 1982.

### Conséquences politiques
Même si le refus du Québec d'adhérer à la Constitution n'emporte pas d'effet juridique, plusieurs conséquences politiques se font sentir depuis. Il est cependant difficile d'identifier les conséquences politiques de ces événements. 
La conséquence politique la plus flagrante est probablement le référendum sur la souveraineté du Québec de 1995. Jusqu'à présent, les deux référendums sur la souveraineté du Québec n'ont certes pas été causés par son refus d'adhérer à la Constitution du Canada, mais les échecs successifs des négociations visant à convaincre le Québec d'adhérer à la Loi constitutionnelle de 1982 ont été perçus par les souverainistes québécois comme des preuves de la nécessité pour le Québec de quitter la fédération canadienne. En 1995, par voie de référendum, 49,42 % des électeurs québécois ont voté en faveur de la souveraineté. C'est environ 9 points de pourcentage de plus qu'en 1980.
L'absence d'une entente originelle sur la procédure de modification de la Constitution du Canada a aussi pour conséquence de rendre très difficile toute entente ultérieure, comme les échecs de Meech et de Charlottetown l'ont démontré. En 1981, la modification de la Constitution canadienne n'était soumise à aucune disposition de cette même Constitution, les accords pris entre les provinces, le gouvernement fédéral et le Parlement britannique à ce moment étaient donc de nature purement conventionnelle. Après l'adoption de la Loi constitutionnelle de 1982, par contre, la modification des mêmes dispositions est soumise aux contraintes constitutionnelles. La discorde portant sur la procédure de modification ne peut désormais être réglée qu'en modifiant la procédure de modification; ce qui requiert un accord unanime des assemblées provinciales et du Parlement fédéral (voir les formules de modification de la Constitution canadienne). Les différences culturelles et l'étendue de la fédération canadienne rendent l’unanimité assez improbable. Lors du référendum sur l'Accord de Charlottetown, par exemple, la majorité des provinces canadiennes ont refusé les modifications proposées pour des raisons différentes.
De fait, donc, les questions constitutionnelles qui sont liées au processus d'adhésion du Québec à la Loi constitutionnelle de 1982 sont généralement entourées d'un malaise et rarement abordées par les gouvernements fédéraux. L'échec des tentatives de conciliation précédentes a rendu politiquement dangereux de s'engager sur cette question. De manière plus générale, cela signifie que les dispositions centrales de la Constitution du Canada n'ont pas été modifiées depuis 1982 et que les politiciens proposent rarement de s'engager dans un processus de réforme qui impliquerait une modification de cette Constitution engageant la formule 7/50 ou celle de l'unanimité (voir les formules de modification de la Constitution canadienne). 

## Projets d'adhésion

### Le beau risque et l'Accord du lac Meech
La crise politique qu'entraîne le refus du Québec de signer la Loi constitutionnelle de 1982 amène le Parti progressiste-conservateur du Canada de Brian Mulroney à promettre, lors de l'élection fédérale de 1984, de convaincre le Québec d'adhérer à la Loi constitutionnelle de 1982. Porté au pouvoir, Mulroney entreprend des négociations constitutionnelles qui aboutissent en 1987 à l'Accord du lac Meech. Cet accord prévoit de modifier la Constitution du Canada afin de satisfaire plusieurs demandes du Québec. Dans l'hypothèse où les modifications constitutionnelles prévues à l'accord allaient être faites, le gouvernement québécois allait ainsi consentir à la Constitution du Canada. Cependant, pour respecter la procédure de modification de la Constitution du Canada, l'ensemble des assemblées législatives des provinces devaient donner leur accord au plus tard le 22 juin 1990. Les assemblées législatives du Manitoba et de Terre-Neuve ne l'ayant pas fait, l'accord n'est jamais entré en vigueur, provoquant une crise politique sans précédent au Québec.

### Accord de Charlottetown
À la suite de l'échec de l'Accord du lac Meech, le gouvernement fédéral entreprend une nouvelle ronde de négociations afin d'apporter des modifications constitutionnelles à la satisfaction des provinces et des représentants des Premières Nations. Ces discussions mènent à l'Accord de Charlottetown qui est soumis à un référendum à travers le Canada.  L'Accord de Charlottetown a été rejeté par 54 % des Canadiens lors du référendum du 26 octobre 1992.

### Gouvernement Couillard
Lors de son élection comme chef du Parti libéral du Québec en mars 2013, Philippe Couillard a exprimé son souhait de voir le Québec signer la Constitution du Canada avant le 150e anniversaire de la fondation du Canada en 2017,. Cette possibilité a été vertement critiquée par les représentants du Parti québécois qui arguaient l'importance de tenir un référendum sur cette question et d'obtenir du Canada des modifications importantes à la Constitution avant d'y adhérer,. L'année suivante, il affirme toutefois que ce dossier n'est pas une priorité et que des ententes administratives avec le gouvernement fédéral peuvent remplacer l'adhésion à la Constitution.

## Modalités de l'adhésion
L'adhésion du Québec à la Constitution étant de nature symbolique et non juridique, il n'existe pas de règle précise sur la façon dont le Québec peut donner son consentement à la Constitution. En 1981, les gouvernements des autres provinces canadiennes ont donné leur consentement par le biais de leurs gouvernements respectifs, sans aucun vote des assemblées législatives.
Toutefois, si l'adhésion du Québec se fait conditionnellement à des modifications à la Constitution, celles-ci devront obéir aux règles sur la modification de la Constitution du Canada, comme cela était prévu lors de l'Accord du lac Meech et de l'Accord de Charlottetown.